# Вітув-Кольонія
Вітув-Кольонія (пол. Witów-Kolonia) — село в Польщі, у гміні Сулеюв Пйотрковського повіту Лодзинського воєводства.
Населення — 367 осіб (2011).
У 1975-1998 роках село належало до Пйотрковського воєводства.

## Демографія
Демографічна структура станом на 31 березня 2011 року:
|          | Загалом | Допрацездатний вік | Працездатний вік | Постпрацездатний вік |
| -------- | ------- | ------------------ | ---------------- | -------------------- |
| Чоловіки | 177     | 49                 | 116              | 12                   |
| Жінки    | 190     | 50                 | 112              | 28                   |
| Разом    | 367     | 99                 | 228              | 40                   |